# 鸳鸯池水库
鸳鸯池水库，位于中国甘肃省酒泉市肃州区与金塔县交界处、讨赖河（北大河）上的一座大型水库，是中国第一座大型土坝水库。水库于1943年动工兴建，1947年建成投入运行，经历5次加固扩建后，现总库容达1.278亿立方米。水库大坝筑坝料为砂砾石，坝体内设黏土心墙，最大坝高37.8米，坝长230米，把顶宽6米，坝顶高程为1323.80米。设有总装机容量2860千瓦的坝后水电站。鸳鸯池水库与下游的解放村水库和板滩水库联合调节河道径流，保证下游鸳鸯灌区2.5万公顷稳产高产农田的灌溉。
2011年12月2日公布为第七批甘肃省文物保护单位。